# Triple saut masculin aux Jeux olympiques d'été de 1928
Pour un article plus général, voir Athlétisme aux Jeux olympiques d'été de 1928.
Navigation
Paris 1924 Los Angeles 1932
L'épreuve du triple saut masculin aux Jeux olympiques de 1928 s'est déroulée le 2 août 1928 au Stade olympique d'Amsterdam, aux Pays-Bas. Elle est remportée par le Japonais Mikio Oda.

## Résultats
| Rang               | Athlète               | Pays             | Qualifications | Qualifications | Qualifications | Qualifications | Finale       | Finale       | Finale       | Finale       |
| Rang               | Athlète               | Pays             | 1              | 2              | 3              | Résultat       | 4            | 5            | 6            | Résultat     |
| ------------------ | --------------------- | ---------------- | -------------- | -------------- | -------------- | -------------- | ------------ | ------------ | ------------ | ------------ |
| Médaille d'or      | Mikio Oda             | Japon            | 15.02          | 15.13          | 15.21          | 15.21          | x            | 14.30        | x            | 15.21        |
| Médaille d'argent  | Levi Casey            | États-Unis       | 14.13          | 14.53          | 14.93          | 14.93          | x            | x            | 15.17        | 15.17        |
| Médaille de bronze | Vilho Tuulos          | Finlande         | x              | 14.13          | 14.73          | 14.73          | 14.97        | 15.09        | 15.11        | 15.11        |
| 4                  | Chūhei Nanbu          | Japon            | 14.75          | 14.35          | 15.01          | 15.01          | x            | 14.21        | 15.00        | 15.01        |
| 5                  | Toimi Tulikoura       | Finlande         | 14.37          | 14.53          | 14.70          | 14.70          | 14.34        | x            | 14.62        | 14.70        |
| 6                  | Erkki Järvinen        | Finlande         | 14.63          | 14.65          | 14.23          | 14.65          | 14.06        | x            | x            | 14.65        |
| 7                  | Willem Peters         | Pays-Bas         |                |                |                | 14.55          | non qualifié | non qualifié | non qualifié | non qualifié |
| 8                  | Väinö Rainio          | Finlande         |                |                |                | 14.41          | non qualifié | non qualifié | non qualifié | non qualifié |
| 9                  | Sidney Bowman         | États-Unis       |                |                |                | 14.35          | non qualifié | non qualifié | non qualifié | non qualifié |
| 9                  | Jan Blankers          | Pays-Bas         |                |                |                | 14.35          | non qualifié | non qualifié | non qualifié | non qualifié |
| 11                 | Lloyd Bourgeois       | États-Unis       |                |                |                | 14.28          | non qualifié | non qualifié | non qualifié | non qualifié |
| 12                 | Nick Winter           | Australie        |                |                |                | 14.15          | non qualifié | non qualifié | non qualifié | non qualifié |
| 13                 | Gijs Lamoree          | Pays-Bas         |                |                |                | 14.08          | non qualifié | non qualifié | non qualifié | non qualifié |
| 14                 | Imre Fekete           | Hongrie          |                |                |                | 14.07          | non qualifié | non qualifié | non qualifié | non qualifié |
| 15                 | Steef van Musscher    | Pays-Bas         |                |                |                | 13.93          | non qualifié | non qualifié | non qualifié | non qualifié |
| 16                 | Alex Munroe           | Canada           |                |                |                | 13.87          | non qualifié | non qualifié | non qualifié | non qualifié |
| 17                 | Konstantínos Petrídis | Grèce            |                |                |                | 13.83          | non qualifié | non qualifié | non qualifié | non qualifié |
| 18                 | Hermann Brügmann      | Danemark         |                |                |                | 13.82          | non qualifié | non qualifié | non qualifié | non qualifié |
| 19                 | Theo Phelan           | Irlande          |                |                |                | 13.73          | non qualifié | non qualifié | non qualifié | non qualifié |
| 20                 | Bob Kelley            | États-Unis       |                |                |                | 13.64          | non qualifié | non qualifié | non qualifié | non qualifié |
| 21                 | Arild Lenth           | Norvège          |                |                |                | 13.39          | non qualifié | non qualifié | non qualifié | non qualifié |
| 22                 | Ferenc Molnár         | Hongrie          |                |                |                | 13.36          | non qualifié | non qualifié | non qualifié | non qualifié |
| 23                 | Wilfred Kalaugher     | Nouvelle-Zélande |                |                |                | 12.94          | non qualifié | non qualifié | non qualifié | non qualifié |
| 24                 | Johannes Viljoen      | Afrique du Sud   |                |                |                | 12.49          | non qualifié | non qualifié | non qualifié | non qualifié |